# Gråmesar
Gråmesar (Baeolophus) är ett släkte i fågelfamiljen mesar som tidigare ingick i släktet Parus. Numera erkänns fem arter i släktet som förekommer i Nordamerika och söderut till centrala Mexiko:
- Tygelmes (B. wollweberi)
- Ekmes (B. inornatus)
- Blek gråmes (B. ridgwayi)
- Östlig gråmes (B. bicolor)
- Svarttofsad gråmes (B. atricristatus)